# Košariská
Košariská jsou slovenská kopaničářská obec, která se nachází ve venkovské krajině na rozhraní Myjavské pahorkatiny a Malých Karpat v okrese Myjava v Trenčínském kraji. Žije v ní 416 obyvatel.
Vesnice patří svojí rozlohou a počtem obyvatel mezi nejmenší obce okresu Myjava. Tvoří ji devět usedlostí – kopanic: U Štefov, Dolné Košariská, U Plačkov, Horné Košariská, U Martinkov, U Šindelov, U Mosnákov, Trvajová a Lopušná.

## Historie
Nejstarším důkazem zdejšího osídlení jsou nálezy kamenné škrabky a úlomků pazourku.
V římských dobách se v katastru obce nacházelo hradiště Hrádek, jež bylo zřejmě předchůdcem dnešních Košarisk. Našlo se zde mnoho úlomků nádob a peníze pocházející z halštatského období mladší doby bronzové.
Území obce Košariská bylo v minulosti součástí obce Brezová pod Bradlom. K prvnímu osamostatnění došlo až v roce 1786 za vlády císaře Josefa II. Z té doby také pochází první písemná zmínka o obci. Roku 1790 však došlo k opětovnému sloučení. Definitivního osamostatnění se občané obce dočkali až v roce 1926.

## Doprava
Obcí prochází silnice II/499 vedoucí z Brezové pod Bradlom do Piešťan.

## Pamětihodnosti

### Rodný dům Milana R. Štefánika
V rodném domě generála Milana Rastislava Štefánika sídlí jeho muzeum, které bylo otevřené roku 1990 v bývalé evangelické faře, rekonstrukce prostor proběhla v roce 2014. V šesti místnostech téměř 200 vystavených předmětů dokumentuje jeho životní dráhu, soukromí a záliby, hlavně jeho vojenskou, diplomatickou a politickou činnost. 

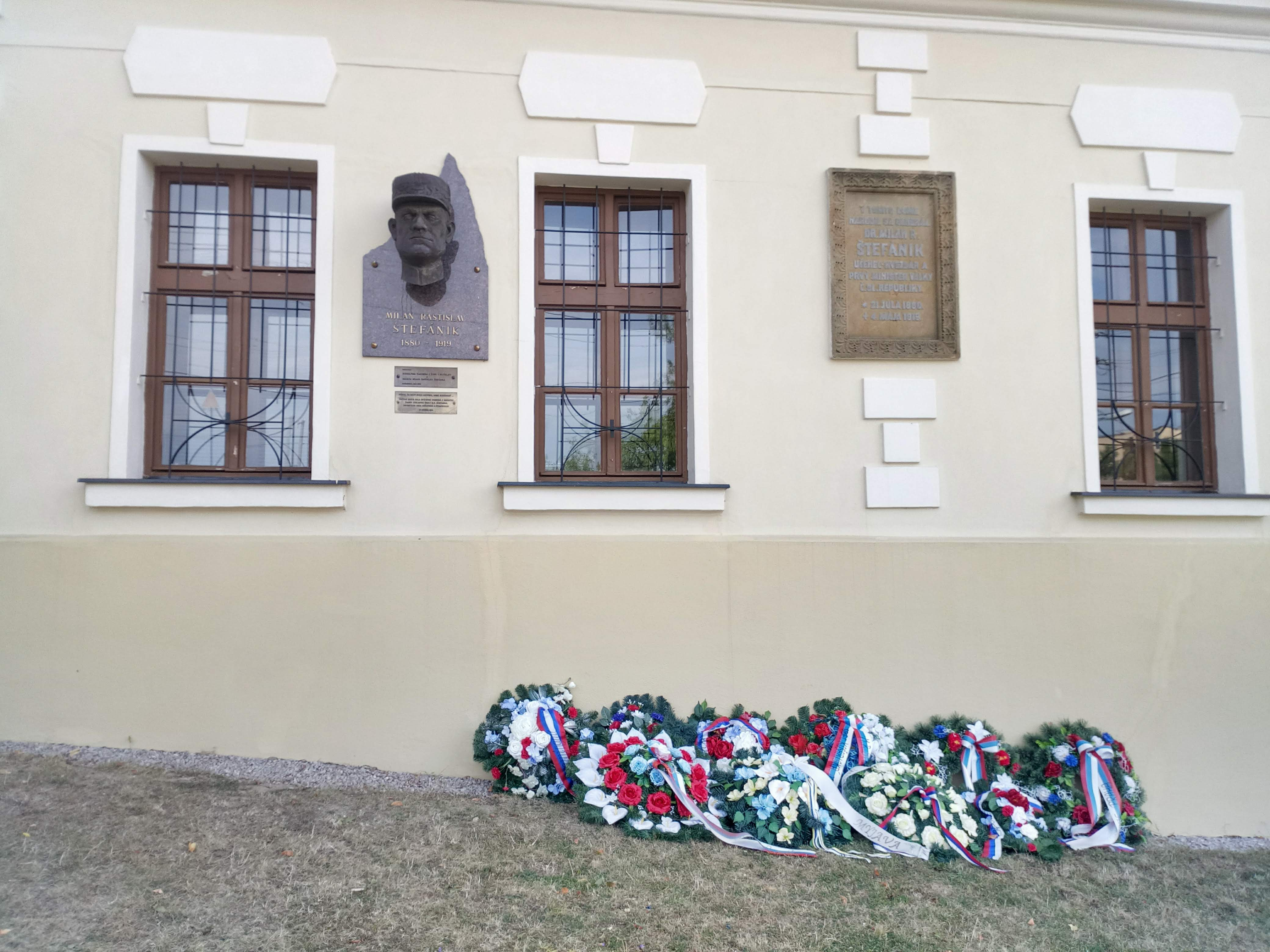
Rodný dům
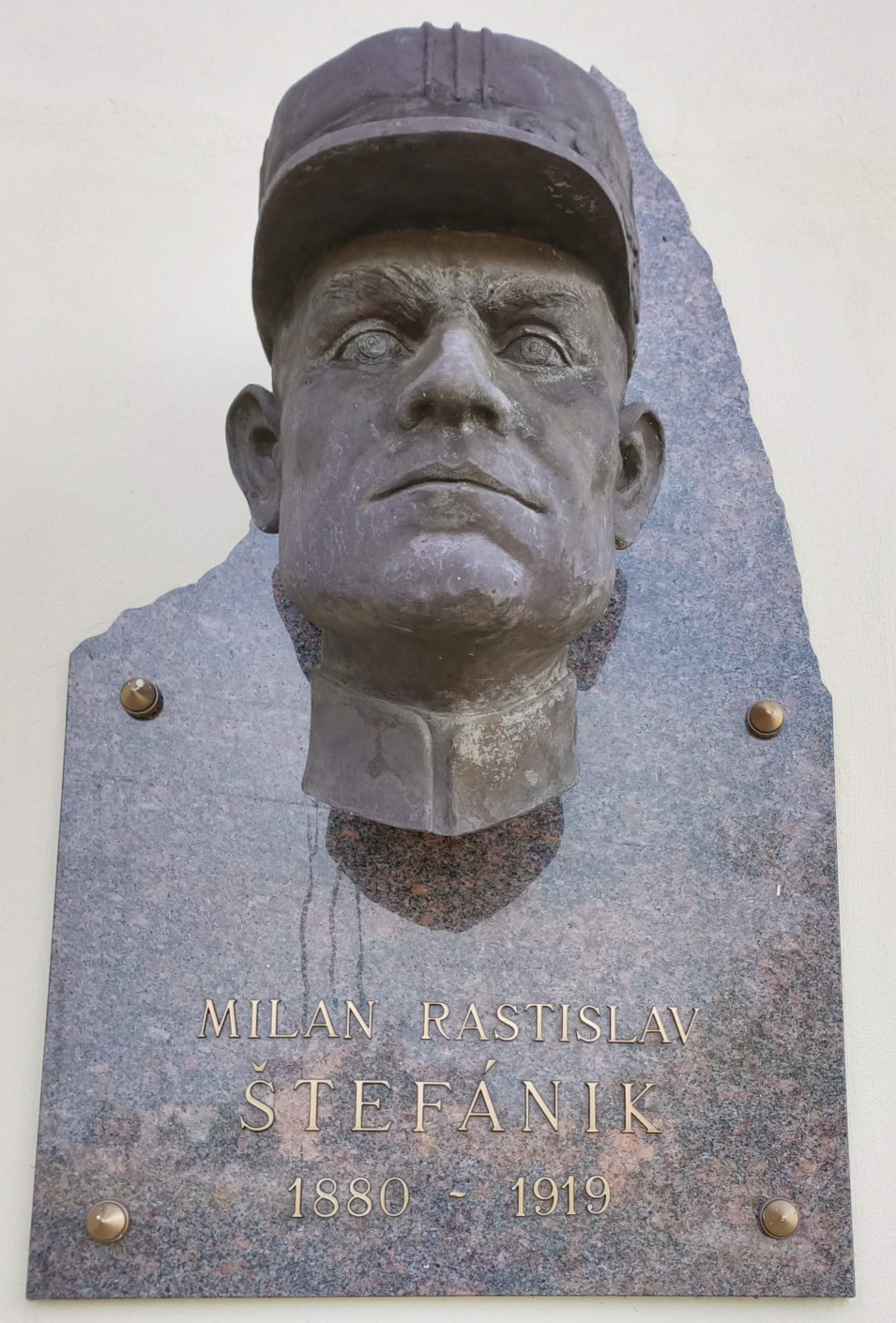
Busta
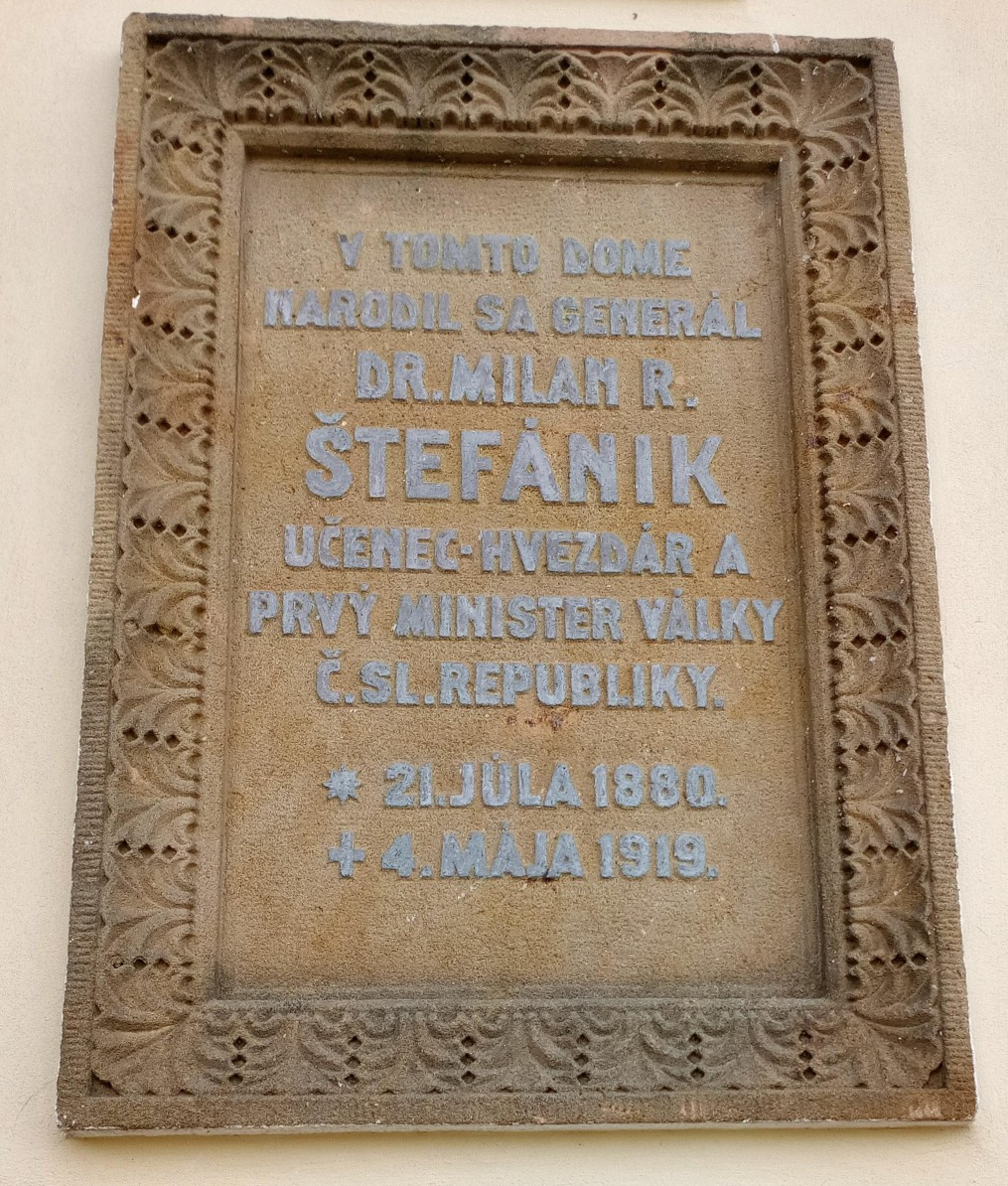
Deska
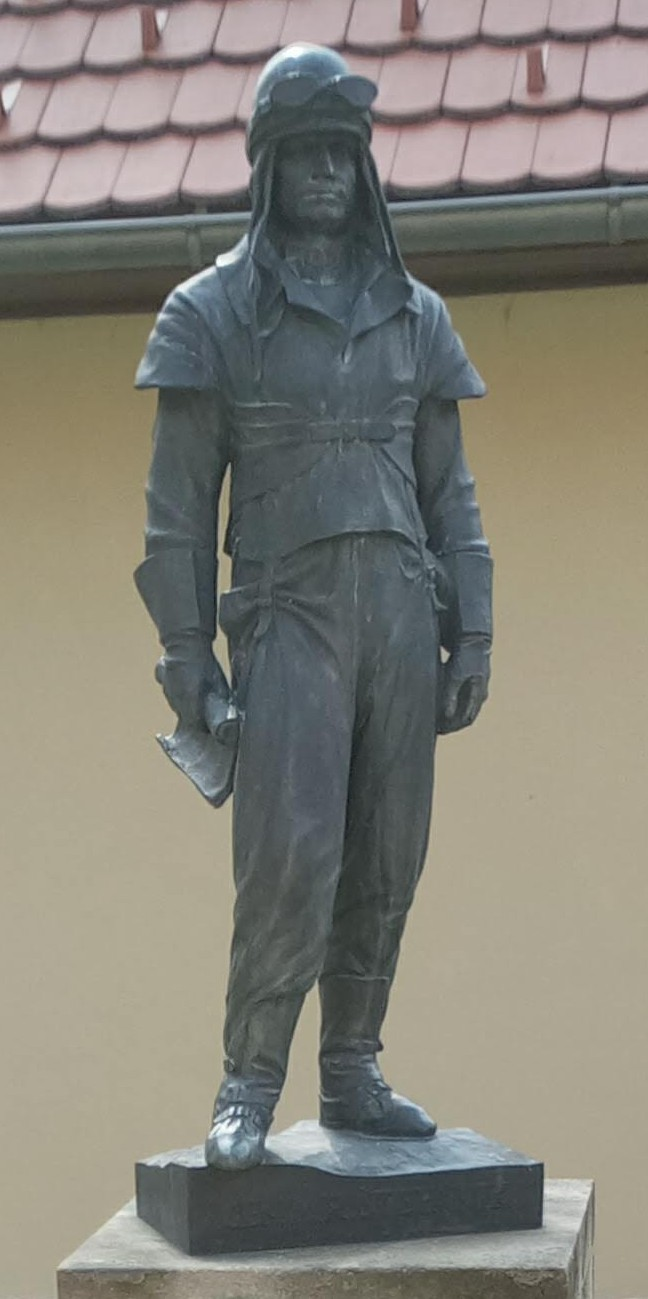
Socha

### Evangelický kostel
Dne 22. října 1871 byl položen základní kámen kostela. Dokončený s novou farou a osazen třemi zvony byl slavnostně otevřen 17. listopadu 1878. Pravidelně se zde konají bohoslužby církevního sboru ECAV (Evangelická církev augsburského vyznání).

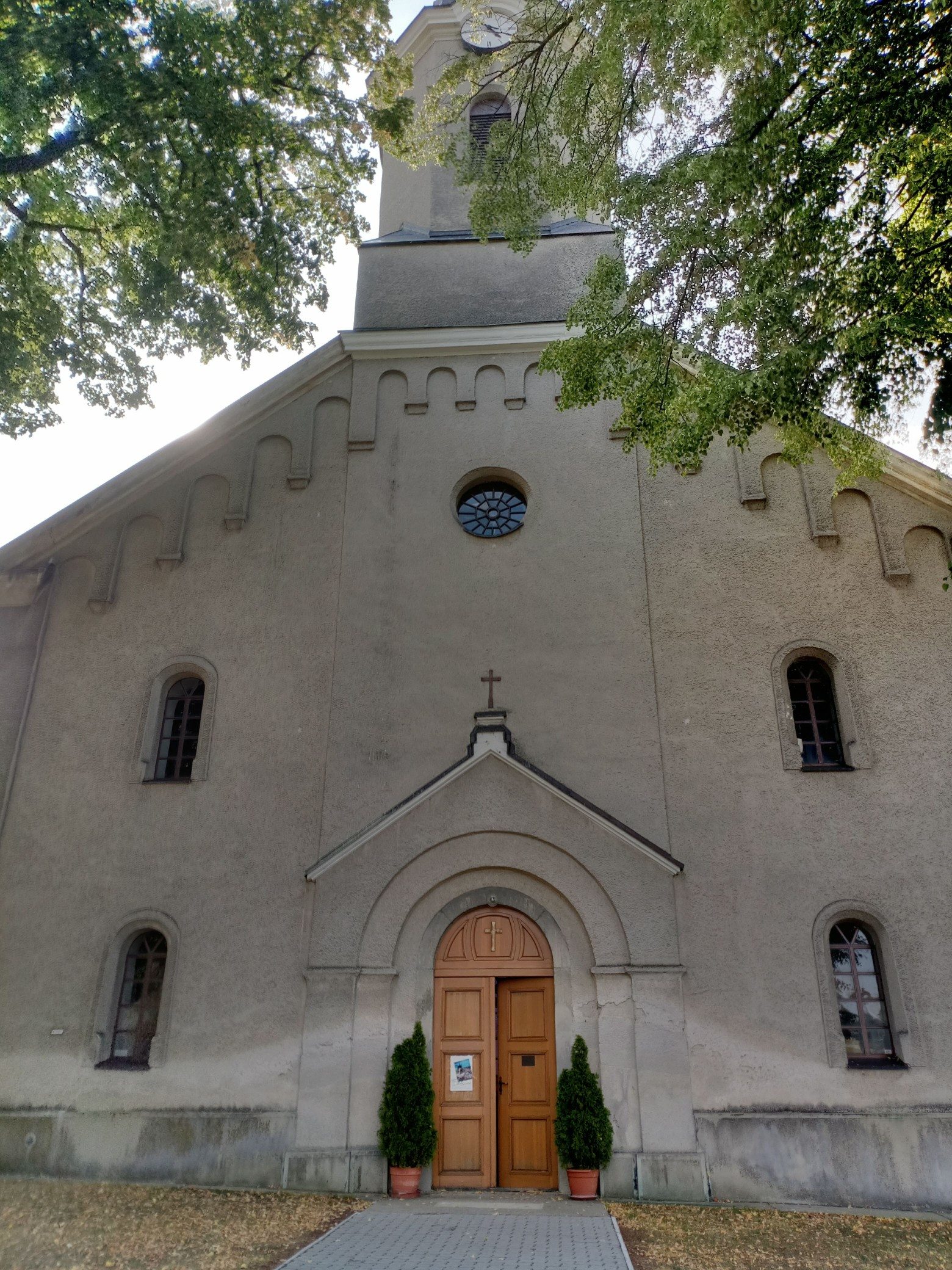
Evangelický kostel
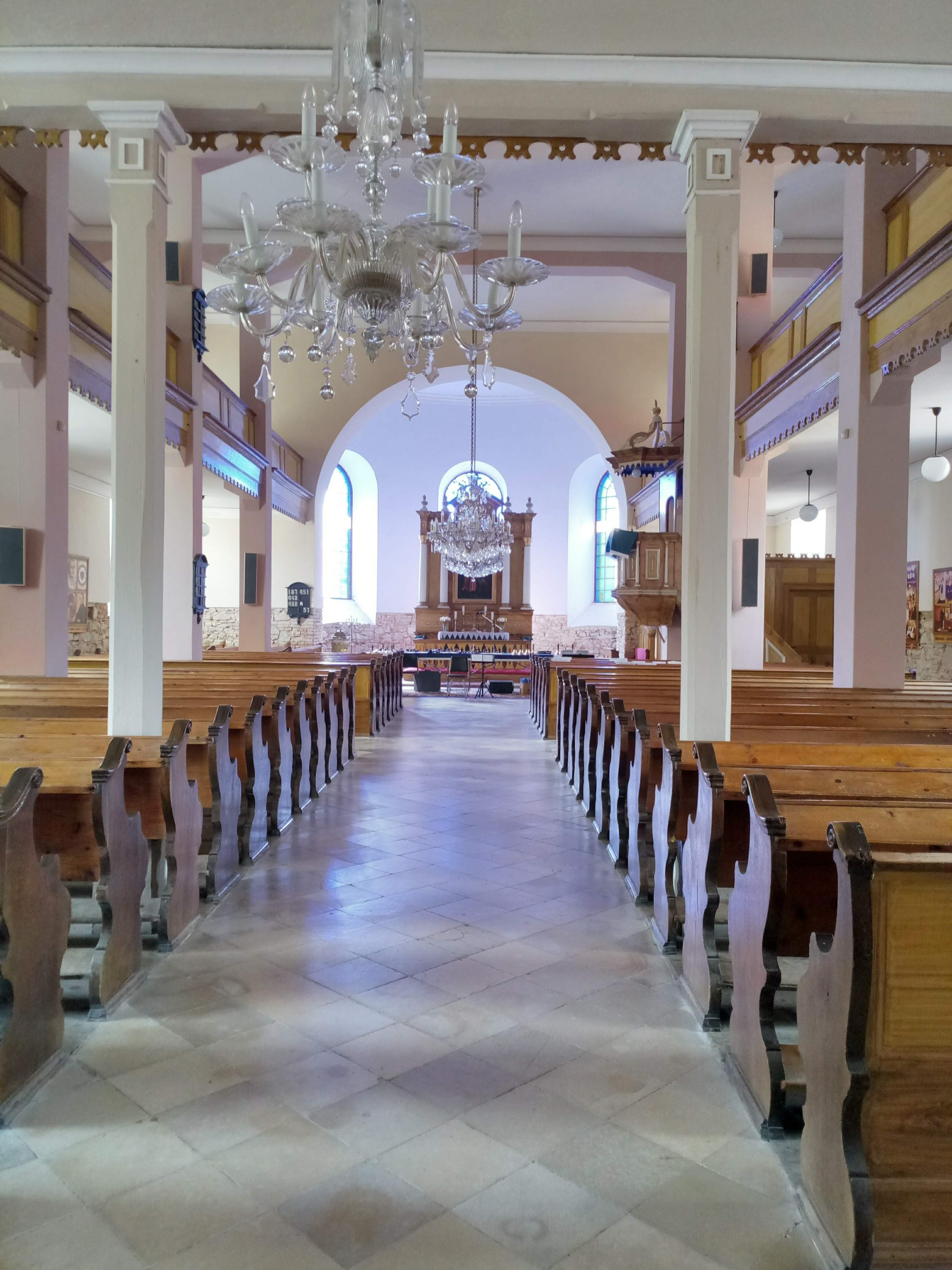
Interiér kostela
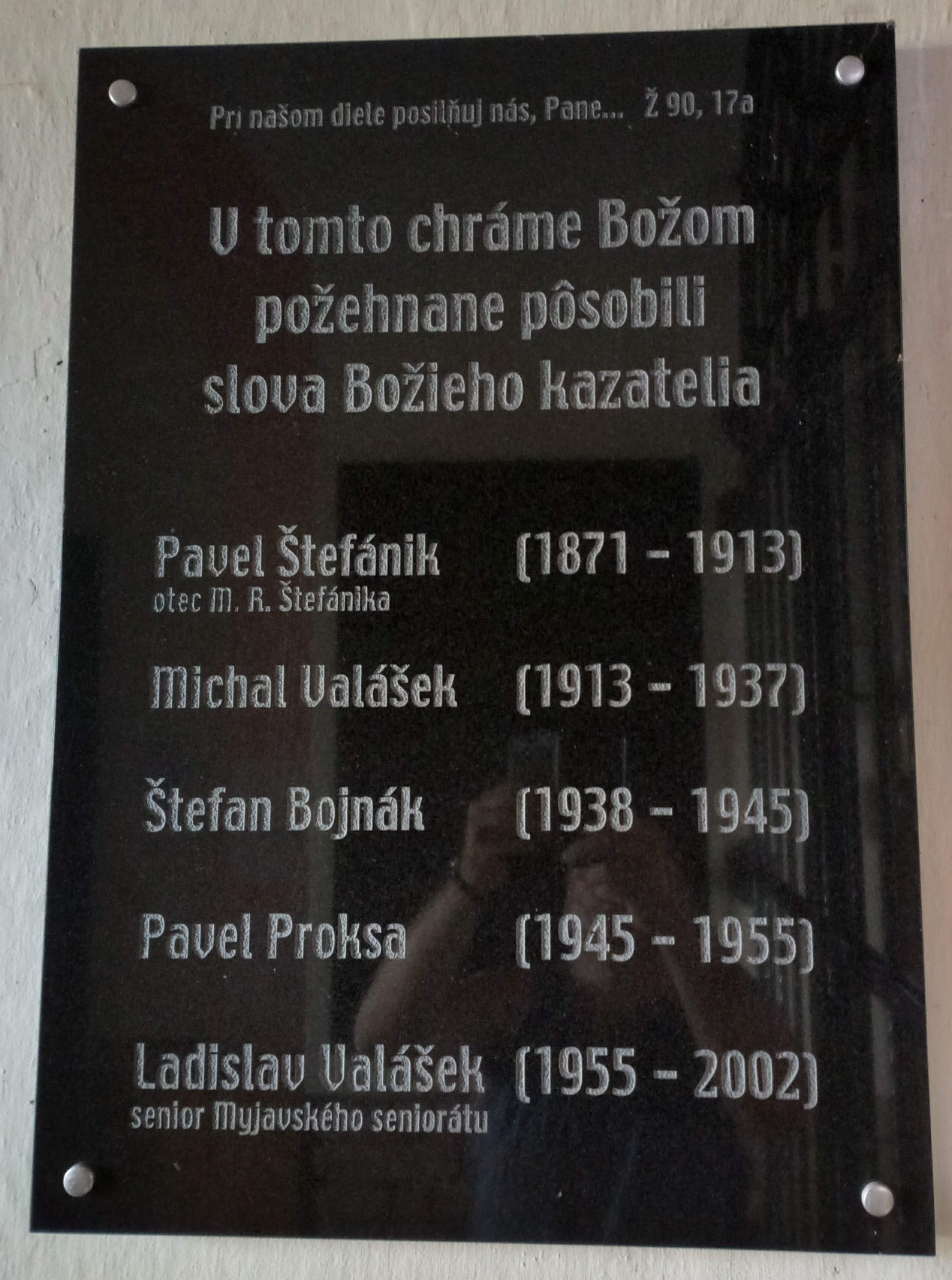
Pamětní deska

### Dalekohled M. R. Štefánika

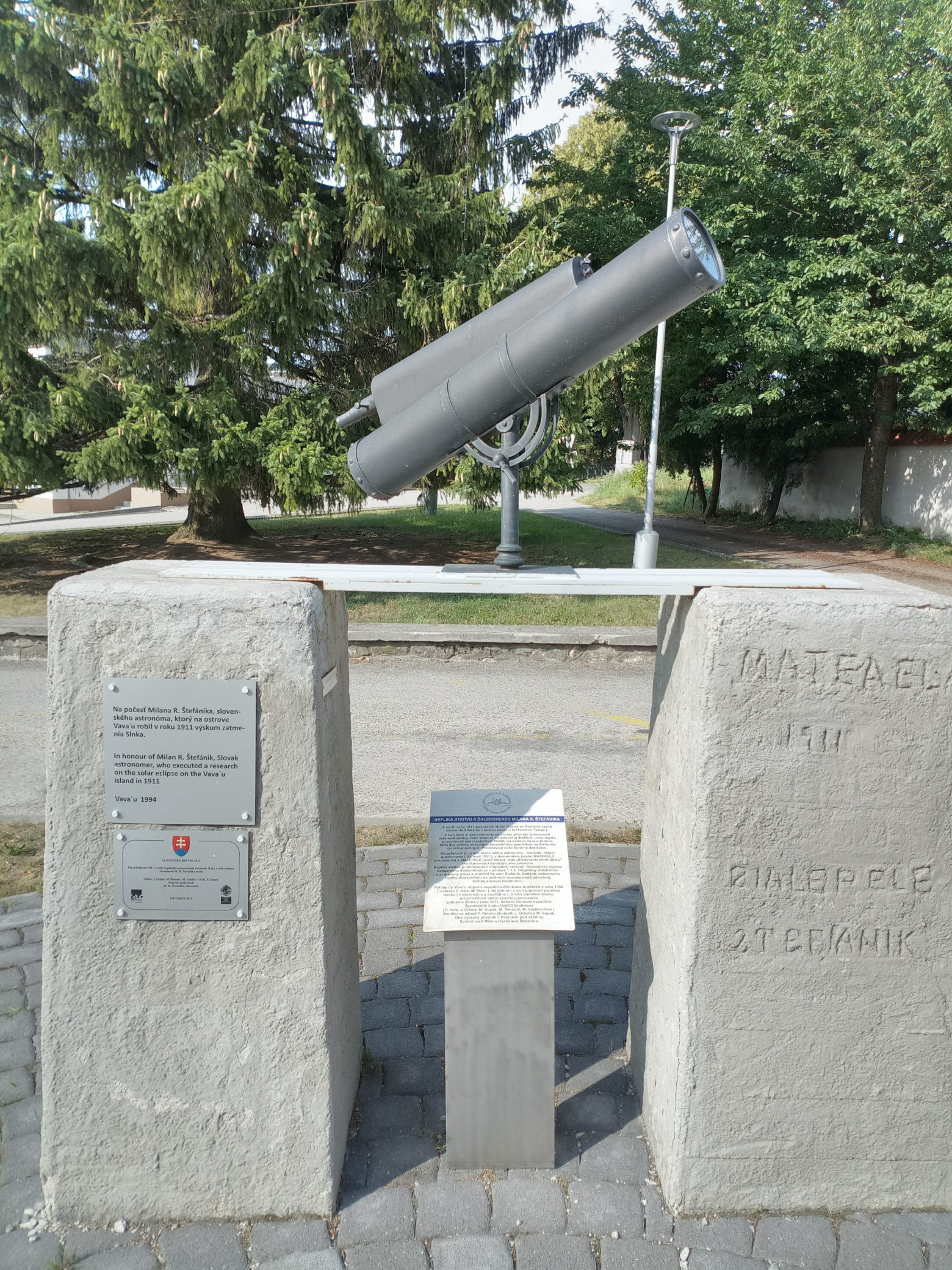
Betonový stativ

Pomník repliky stativu a dalekohledu Milana R. Štefánika v Košariskách. Nápis na pomníku: „Na počesť Milana R. Štefánika, slovenského astronóma, ktorý na ostrove Vava´u urobil v roku 1911 výskum zatmenia Slnka.“